# Cronache birmane
Cronache birmane (Chroniques Birmanes) è un fumetto autobiografico in bianco e nero di Guy Delisle, scritto e pubblicato originariamente in francese. È un diario di viaggio sul periodo passato da Delisle in Birmania con sua moglie Nadège, un'amministratrice per Medici senza frontiere (MSF) e il loro bambino Louis.
Delisle ha documentato in precedenza i suoi viaggi verso paesi retti da regimi nei fumetti Shenzhen e Pyongyang, focalizzati sui suoi viaggi in Cina e in Corea del Nord.

## Trama
Il fumetto racconta del viaggio di Guy Delisle nel paese del sud-ovest asiatico che è ufficialmente riconosciuto dalle Nazioni Unite come Myanmar ma conserva la denominazione di Birmania da parte delle nazioni che non riconoscono la giunta militare al comando. All'inizio del viaggio, la famiglia Delisle deve sistemarsi in un alloggio di Medici senza frontiere mentre cercano una sistemazione più permanente. Guy rimane a casa a prendersi cura di Louis mentre Nadège è spesso assente per le attività legate a MSF. Guy porta spesso Louis con il passeggino fuori nel quartiere e incontra personaggi locali.

## Personaggi e temi
Come nei fumetti precedenti, Delisle racconta il suo quotidiano: la gente che incontra e la cultura del posto, Buddismo e dittatura militare, paesaggi selvaggi e templi meravigliosi, monaci in processione e drogati di eroina, AIDS e miniere, monsoni e ONG, alla scoperta di una società oppressa ma anche un popolo aperto e generoso.
In questa storia Delisle è disincantato e persino depresso: va di disillusione in disillusione affrontando le sue difficoltà quotidiane e le sue responsabilità di padre nell'educazione di Louis. Causa di frustrazione si rivela l'impossibilità di entrare in contatto con Aung San Suu Kyi, celebre prigioniera politica (Premio Nobel per la pace nel 1991), che egli sogna di poter incontrare. "The Lady", com'è chiamata Aung San Suu Kyi, vive in quel periodo agli arresti domiciliari nelle vicinanze dei Delisle.
Con il suo stile semplice e molta attenzione al dettaglio, Cronache birmane si focalizza soprattutto sul racconto di frammenti di storie e non tanto su temi politici.

## Edizioni italiane
Le ristampe italiane del fumetto includono le seguenti edizioni:
- Cronache birmane, Edizioni Fusi Orari, 2008, 264 pagine in bianco e nero, formato 16,5 x 23,5, ISBN 9788889674109.
- Cronache birmane, Edizioni Rizzoli Lizard, 2013, 265 pagine in bianco e nero, formato 17 x 24, ISBN 9788817065283.